# 大熊湖怪兽
大熊湖怪兽（英语：Bear Lake monster）又名贝尔湖怪兽，是一种相传生存于加拿大大熊湖的神秘生物。

## 目击
- 1868年，大熊湖怪兽被首次报道，文章由约瑟夫·C·里奇（Joseph C. Rich）所撰写。[1]
- 1907年，两名男性声称所处营地遭到大熊湖怪兽袭击，一匹马被杀死。[2]
- 2002年6月，目击者Brian Hirschi表示看见大熊湖怪兽。[3]

## 流行文化
紀錄片《怪兽档案》第二季曾以大熊湖怪兽为原型创作。